# Ицхаки, Яаков
Яаков Ицхаки (Я́ков Ицхоко́вич; 1 сентября 1846 — 11 июня 1917) — раввин, учёный, религиозный сионист и основатель поселения Беэр-Яаков.

## Биография
Яков Ицхокович (Ицхаки) родился в Дербенте в семье горских евреев и получил религиозное образование у своего отца, раввина Ицхака бен Яакова, а также, как и его отец, в иешиве в г. Белая Церковь.  В 1868 году, когда ему было 22 года, с согласия старейшин общины отец назначил его главным раввином и религиозным судьей Дербента. Уже в это время он был известен как знаток Торы и исследователь еврейской истории. Светские науки и русский язык Яаков изучал в реальном училище. Кроме этого, он владел идишем. Яаков Ицхаки поддерживал связь с учеными-востоковедами, в т.ч. с Авраамом Гаркави и Иосифом Черным.
В 1880-х годах он был назначен царским правительством главным казенным раввином горских евреев Южного Дагестана и Азербайджана.
Рав Ицхаки контактировал с еврейскими общинами в Польше, Румынии, Литве, Турции, Бухаре, Персии, Курдистане и Палестине.
Его интересы были многочисленны и разнообразны: литература, иудаика, религиоведение, история, археология. Он был членом организации «Высшее образование», которая писала и публиковала статьи в прессе того времени: «Ха-Магид», «Рекомендованный», «Ливан», «Коллекционер» и в других популярных журналах.
Рав Яаков бен Ицхак составил первый джууро-ивритский словарь и краткую историю горских евреев.
В 1876 году рабби Яаков впервые посетил Святую Землю, в 1887 году – во второй раз. В 1907 году он окончательно переехал в Эрец Исраэль. Здесь Яаков Ицхаки организовал группу иммигрантов, которая основала поселение Беэр-Яаков.
Во время Первой мировой войны Яаков Ицхаки страдал от голода и умер от истощения в Иерусалиме. Похоронен на Масличной горе. В настоящее время потомки рабби Яакова проживают в Израиле, России, США.

## Архив Яакова Ицхаки
В 1974 году сын рава Яакова, Ицхак Ицхаки, передал сохранившуюся у него часть архива своего отца в Центральный архив истории еврейского народа в Иерусалиме. Фонд полностью оцифрован и доступен онлайн на сайте архива.